# ピタゴラスの木

ピタゴラスの木

ピタゴラスの木（ピタゴラスのき、Pythagoras tree）は、正方形からできる平面のフラクタル図形である。1942年にドイツの数学教師アルバート・E・ボスマンが発明した。正方形同士の接する4つの頂点が直角三角形を形成するため、ピタゴラスの定理に名を残すピタゴラスの名前が付けられた。最大の正方形がL×Lの面積を持つ場合、ピタゴラスの木全体の面積は6L×4Lの長方形内にぴったり収まる。微細構造はレヴィー曲線に類似している。

## 作図
ピタゴラスの木を作るには、まず正方形を1つ描く。この正方形の上に、辺の長さが√2/2の2つの正方形を頂点が接するように描く。この2つの正方形にも再帰的に同じ過程を繰り返し、この過程を無限に繰り返す。下記のイラストは、作図の過程の最初の何度かの反復を示したものである。
| Construction of the Pythagoras tree, order 1 | Order 2 | Order 3 | Order 4 |
| Order 0                                      | Order 1 | Order 2 | Order 3 |

## 面積
n回目の作図操作で一辺が(√2/2)nの正方形が2n個付け足されるので、新しく付け足される正方形の面積の合計は常に1になる。そのため、木の面積は無限に増加するように見える。しかし、5回の反復を超えると、いくつかの正方形が重なり始めるため、面積は有限となり、6×4の長方形内に収まることになる。
ピタゴラスの木の面積Aは、5<A<18の範囲に収まることは容易に説明できるが、Aの実際の値については分かっていない。

## 歴史
ピタゴラスの木は、ドイツの数学教師アルバート・E・ボスマン(Albert E. Bosman、1891年-1961年)によって、1942年に初めて描かれた。

## 利用
ピタゴラスの木は、若干の調整をするだけで便利なフラクタルアンテナになる。これは、ピタゴラスの木がとても高いハウスドルフ次元を持っているためである。